# Linguaglossa

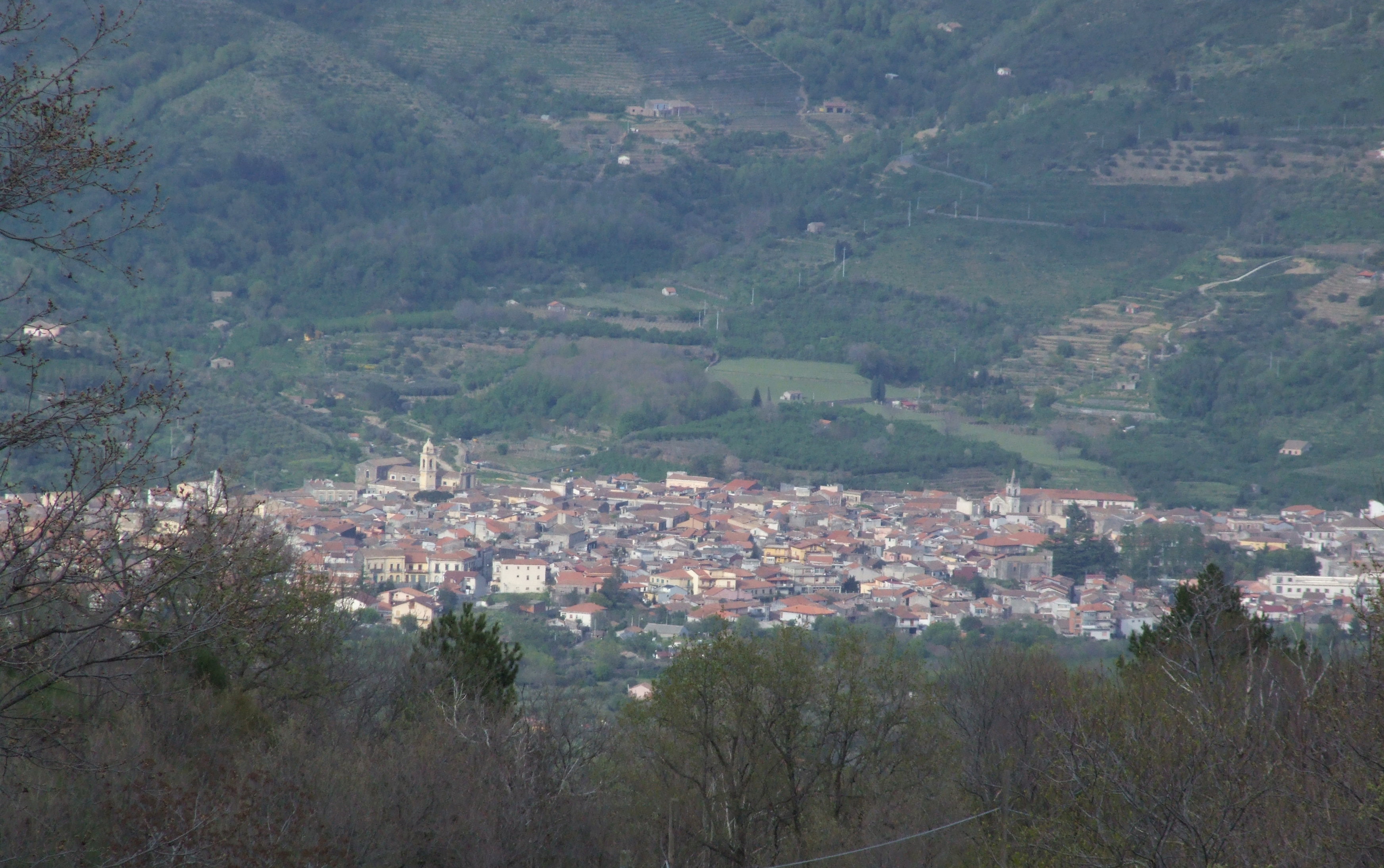
Linguaglossa

Linguaglossa is een gemeente in de Italiaanse provincie Catania (regio Sicilië) en telt 5401 inwoners (31-12-2004). De oppervlakte bedraagt 58,4 km², de bevolkingsdichtheid is 92 inwoners per km².
De volgende frazioni maken deel uit van de gemeente: Catena.

## Demografie
Linguaglossa telt ongeveer 2081 huishoudens. Het aantal inwoners steeg in de periode 1991-2001 met 0,7% volgens cijfers uit de tienjaarlijkse volkstellingen van ISTAT.
| Jaar | Inwoneraantal |
| ---- | ------------- |
| 1991 | 5393          |
| 2001 | 5432          |

## Geografie
De gemeente ligt op ongeveer 550 m boven zeeniveau.
Linguaglossa grenst aan de volgende gemeenten: Calatabiano, Castiglione di Sicilia, Piedimonte Etneo, Sant'Alfio.

## Geboren
- Giuseppe Messina of Giuseppe Calabrese (1878 of 1879 - ?), stamvader van de Londense onderwereldfiguren der vijf gebroers Messina